# Har Ẕenifim
Har Ẕenifim (hebreiska: הר צניפים) är ett berg i Israel.   Det ligger i distriktet Södra distriktet, i den södra delen av landet. Toppen på Har Ẕenifim är 588 meter över havet.
Terrängen runt Har Ẕenifim är huvudsakligen lite kuperad.Runt Har Ẕenifim är det ganska glesbefolkat, med 42 invånare per kvadratkilometer. Närmaste större samhälle är Newé H̱arif, 19,9 km sydost om Har Ẕenifim. Trakten runt Har Ẕenifim är ofruktbar med lite eller ingen växtlighet.